# Colin Stetson
Colin Stetson (* 1977) je americký saxofonista.
Narodil se v Ann Arboru ve státě Michigan a studoval na hudební škole na Michiganské univerzitě, která sídlí v jeho rodném městě. Již zde se stal členem skupiny Transmission Trio, se kterou v roce 2003 vydal album Tiny Beast. Později vydal několik sólových alb. Za svou desku New History Warfare Vol. 3: To See More Light z roku 2013 byl nominován na Polaris Music Prize. Často spolupracoval se skupinou Arcade Fire, dále například s Tomem Waitsem a Jolie Holland. V roce 2015 hrál na albu Rattle That Lock anglického hudebníka Davida Gilmoura. Rovněž hrál na albu Painting With skupiny Animal Collective.